# McDonald's Video Game
McDonald's Video Game – gra komputerowa stworzona w 2005 roku przez włoski kolektyw Molleindustria. Gra, określona jako anti-advergame, jest satyrą nawiązującą do nieetycznych praktyk wykorzystywanych przez różne duże korporacje. Produkcję udostępniono w 9 wersjach językowych.
Po uruchomieniu gracz ma dostęp do czterech sekcji: farmy, rzeźni, restauracji oraz budynku korporacji. W każdym z nich mogą być podejmowane decyzje mające wpływ na przyszłość McDonalda. Gracz może sprawić, żeby można było uprawiać genetycznie modyfikowaną paszę, karmić krowy odpadami przemysłowymi czy zarządzać liczbą pracowników w restauracji. W grze można też było niszczyć wioski czy manipulować opinią publiczną, lekarzami oraz politykami. Niszczycielskie działania gracza służyły ukazaniu mu przebiegu dyskusyjnych działań biznesowych, jakie zapewniają skuteczność firmie McDonald's jako korporacji.
Celem twórców było pokazanie, że to, co młode osoby widzą w grze, jest ceną za zachowanie obecnego stylu życia. Z kolei McDonald's wydał oświadczenie, w którym zapewnił, że żadna z czynności zaprezentowanych w grze nie jest stosowana w rzeczywistości, a sama gra nie jest powiązana z korporacją.

## Odbiór
Groznawca Ian Bogost użył McDonald's Video Game jako przykładu tzw. proceduralnej retoryki, czyli perswazyjnej argumentacji politycznej osiągniętej za pośrednictwem kodu programistycznego:
McDonald's Video Game stanowi proceduralną retorykę o korupcji koniecznej w globalnym biznesie barów szybkiej obsługi i wszechogarniającej pokusie chciwości, która prowadzi do coraz większej korupcji. Aby odnieść sukces w dłuższej perspektywie, gracz musi stosować hormony wzrostu, musi wymuszać powstawanie republik bananowych oraz musi organizować kampanie pijarowe i lobbingowe. Co więcej, pokusa niszczenia rdzennych wiosek, uruchamiania kampanii łapówkarskich, recyklingu szczątków zwierząt i ukrywania zagrożeń dla zdrowia jest ogromna, chociaż korzyści finansowe z tego płynące są marginalne. 